# جمعة الكعبي
جمعة محمد جمعة الكعبي (مواليد 1 يناير 1952

) سياسي بحريني.

## السيرة
ولد الكعبي في قرية عسكر في 1 يناير 1952. حصل على الثانوية العامة عام 1972 والدبلوما في إدارة الأعمال عام 1981 والدبلوما المتقدمة في إدارة الأعمال عام 1982.
عمل في عدة وظائف منذ التحاقة بوزارة الداخلية ثم ترقى إلى مراقب عام في جوازات ميناء سترة عام 1996 ثم ترقى إلى رئيس لموانئ البحرين بالمنطقة الوسطى عام 1999 ثم ترقى إلى رئيس عام مكاتب الجوازات بالموانئ البحرية عام 2004. تم تعيينه عضوا في مجلس الشورى من 2010 وحتى الآن.